# Hohendorf (Groitzsch)
Hohendorf ist ein Ortsteil der Stadt Groitzsch im Landkreis Leipzig (Freistaat Sachsen). Der Ort wurde 1974 nach Berndorf eingemeindet und kam mit diesem im Jahr 1996 zur Stadt Groitzsch.

## Geografie
Hohendorf liegt in der Leipziger Tieflandsbucht sieben Kilometer südöstlich von Groitzsch. Der Ort liegt östlich der Schnauder inmitten des Landschaftsschutzgebietes Schnauderaue. Im Südwesten befindet sich der Groitzscher See, der im stillgelegten Südteil des Tagebaus Groitzscher Dreieck entstand. Im nördlichen Teil soll die Braunkohleförderung als Teil des Tagebaus Vereinigtes Schleenhain ab 2030 wieder aufgenommen werden.
Nachbarorte sind die ebenfalls zum sächsischen Groitzsch gehörigen Ortsteile Langenhain und Oellschütz im Norden sowie Berndorf, Kleinhermsdorf und Nehmitz im Süden.

## Geschichte
Hohendorf wurde im Jahr 1210 als „Hondorf“ erwähnt. Der Ort feierte im Jahr 2005 sein 900-jähriges Bestehen, daher geht man von einer urkundlichen Ersterwähnung im Jahr 1105 aus. Hohendorf lag bis 1856 im kursächsischen bzw. königlich-sächsischen Amt Borna. Ab 1856 gehörte der Ort zum Gerichtsamt Borna und ab 1875 zur Amtshauptmannschaft Borna.
Am 1. Januar 1948 erfolgte die Eingemeindung der nördlichen Nachbarorte Langenhain und Oellschütz nach Hohendorf. 1952 kam die Gemeinde Hohendorf mit ihren zwei Ortsteilen zum Kreis Borna im Bezirk Leipzig.
Der 1949 aufgeschlossene Tagebau Schleenhain (1949–1994) baggerte in den 1960er Jahren den Bereich östlich des Orts ab. Der nordöstlich gelegene Nachbarort Schleenhain, der dem Tagebau dem Namen gab, wurde in den Jahren 1964/65 ausgesiedelt. Seine Flur wurde 1965 der Gemeinde Hohendorf angegliedert. Da der Tagebau Groitzscher Dreieck (1974–1994) in den 1970er Jahren den Bereich westlich von Hohendorf abbaggerte, lag der Ort im schmalen Streifen der Schnauderaue, der zwischen den beiden Tagebauen von der Abbaggerung verschont blieb.
Die Eingemeindung von Hohendorf nach Berndorf erfolgte am 1. Januar 1974. Als Ortsteil von Berndorf wurde Hohendorf im Jahr 1990 dem sächsischen Landkreis Borna und 1994 dem Landkreis Leipziger Land zugeordnet. Durch die am 1. Januar 1996 erfolgte Eingemeindung von Berndorf nach Groitzsch wurde Hohendorf ein Ortsteil der Stadt Groitzsch.

### Eingemeindungen

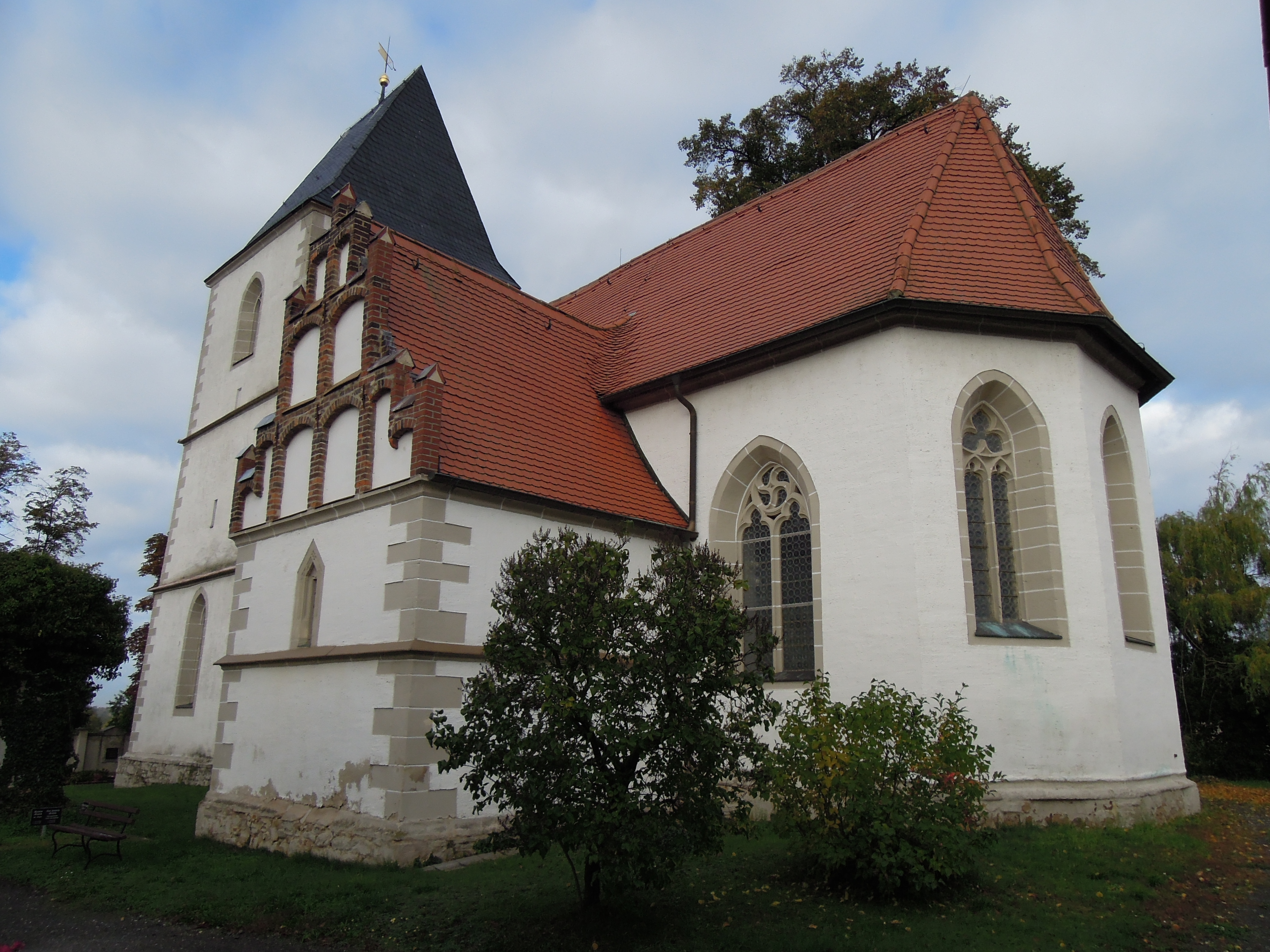
Hohendorfer Kirche

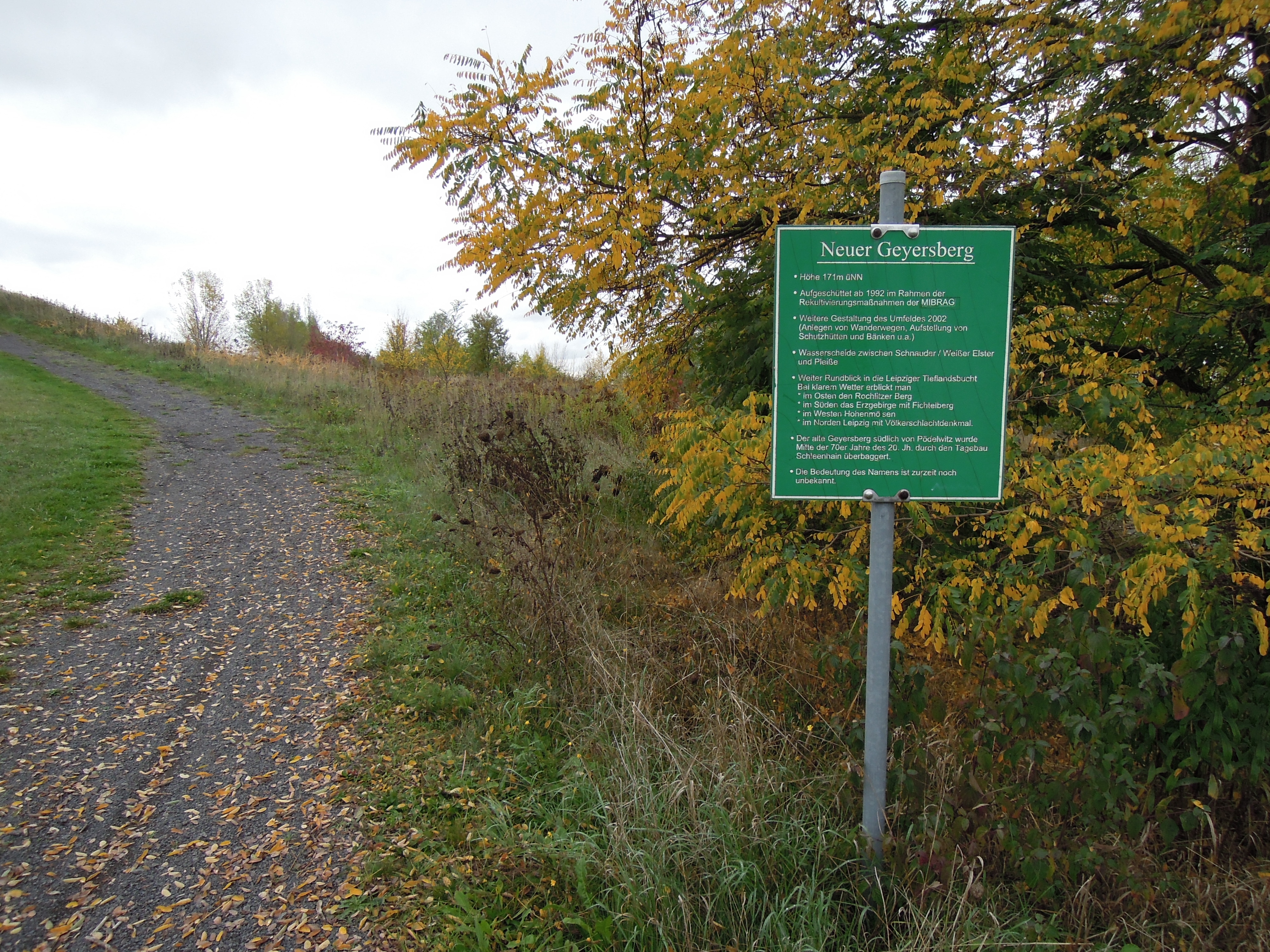
Am neuen Geyersberg

| Ehemalige Gemeinde | Datum          | Anmerkung                                                                              |
| ------------------ | -------------- | -------------------------------------------------------------------------------------- |
| Hohendorf          | 1. Januar 1974 | Eingemeindung nach Berndorf, mit diesem am 1. Januar 1996 zu Groitzsch                 |
| Langenhain         | 1. Januar 1948 | Eingemeindung nach Hohendorf                                                           |
| Oellschütz         | 1. Januar 1948 | Eingemeindung nach Hohendorf                                                           |
| Schleenhain        | 1965           | Eingemeindung nach Hohendorf, 1964–1965 durch Braunkohlentagebau Schleenhain beseitigt |

## Sehenswürdigkeiten
Dorfkirche Hohendorf
Die renovierte Dorfkirche des Orts ist im Kern romanisch und in spätgotischer Zeit erweitert worden. Sie wurde letztmals von 1993 bis 1997 umfangreich renoviert.
Geologischer Lehrpfad
Zwischen Hohendorf und Kleinhermsdorf befindet sich ein drei Kilometer langer geologischer Lehrpfad mit 186 Findlingen. Die ursprünglich aus dem skandinavischen Raum stammenden Steine wurden in den umliegenden Tagebauen geborgen. Der Geologische Lehrpfad wurde am 9. Mai 1998 offiziell eingeweiht.
Baumtafelpfad
Am östlichen Ende von Hohendorf beginnt ein etwa 1,2 km langer Weg zum Neuen Geyersberg, der als Mini-Arboretum von den wegsäumenden Gehölzen unterrichtet. Den Berg gibt es erst seit etwa 1992.
Gedenkstein für das überbaggerte Dorf Schleenhain
Südwestlich von Hohendorf befindet sich ein Gedenkstein für den 1965/66 durch den Tagebau Schleenhain überbaggerten Ort Schleenhain, dessen Flur in der Folge nach Hohendorf eingemeindet wurde.

## Verkehr
Hohendorf ist mit der Kreisstraße 7951 mit den Städten Groitzsch und der bereits in Thüringen liegenden Stadt Lucka verbunden. Diese Kreisstraße bildet einen Straßenkorridor in Nord-Süd-Richtung in der Schnauderaue zwischen den ehemaligen Tagebauen Schleenhain und Groitzscher Dreieck. Im Norden mündet sie bei Großstolpen in die Bundesstraße 176 ein, welche wiederum ein Ost-West-Korridor durch den Tagebau Vereinigtes Schleenhain ist.